# Louis de Briey de Laclaireau

Wapenschild van de familie de Briey

Louis Marie Hyacinthe de Briey (Thionville, 17 september 1772 - Ethe, 1 december 1833) was een Zuid-Nederlands industrieel en edelman.

## Levensloop
De familie De Briey situeert haar middeleeuwse oorsprong in Lotharingen, bij een familie De Landres, later De Briey.
Louis-Marie de Briey, stamvader van alle De Brieys in de Zuidelijke Nederlanden van na 1800, was een zoon van graaf Louis de Briey, baron van Landres, kapitein in het regiment van Vierset, en van Charlotte de Lespine, dame van Laclaireau of La Claireaux. Louis werd eigenaar en uitbater van hoogovens en bewoonde (zoals veel afstammelingen na hem) het kasteel van Laclaireau in Ethe. Dit kasteel ging in 1794 in de vlammen op door het toedoen van Franse revolutionairen en werd in 1852 door minister Camille de Briey herbouwd.
In 1794 emigreerde het echtpaar De Briey naar Duitsland en vestigde zich in Hanau (Hessen), waar hun eerste kind geboren werd. Einde 1795 kwamen ze naar hun geboortestreek terug. Ze woonden er een tijd in Ruette, niet ver van Ethe en vanaf 1799 in Metz, alvorens naar Ethe terug te keren. Vanuit deze plekken kon De Briey weer de directie op zich nemen van zijn Lotharingse hoogovens.
In 1816 verkreeg hij erkenning in de erfelijke adel met de titel graaf, overdraagbaar bij eerstgeboorte. Tevens werd hij benoemd in de Ridderschap van de provincie Luxemburg.
Hij trouwde in 1793 met Anne de Pouilly (Pouilly, 1773 - Metz, 1799), gestorven korte tijd na haar vijfde kinderbed, en in tweede huwelijk in 1801 met haar zus, Amélie de Pouilly (Nancy, 1779 - Ethe, 1833). Uit het eerste huwelijk had hij vijf kinderen en uit het tweede drie. Enkele van deze kinderen zorgden voor een talrijk nageslacht.

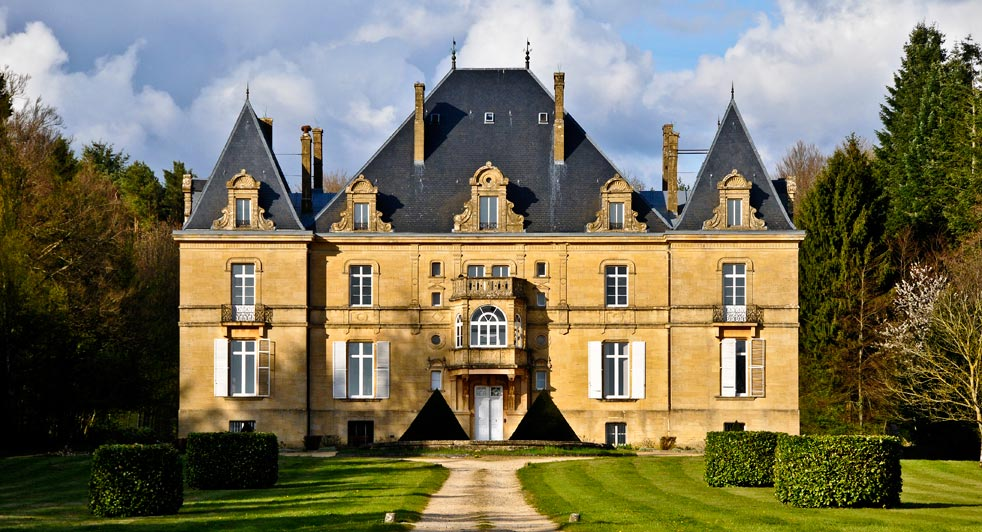
Het familiekasteel Laclaireau behorende aan de familie de Briey

Onder hen zijn vier zoons van Louis-Marie te vermelden:
- Herbrand de Briey (1796-1882), officier in het Franse leger, bestuurder van hoogovens.
- Albert de Briey (1798-1854), eerst cavalerieofficier, later verbonden als superior aan de abdij van trappistinnen van Ubexy in de Vogezen (abdij in 2012 opgeheven).
- Camille de Briey (1799-1877), Belgisch senator en minister van Financiën en van Buitenlandse Zaken.
- Edouard de Briey (1803-1879), bataillonchef in het Franse leger.

Als verdere afstammelingen zijn te vermelden:
- Camille-Albert De Briey (1826-1886), preceptor van de Belgische koninklijke prinsen, bisschop van Saint-Dié.
- Ange-Emmanuel de Briey (1828-1911), bisschop van Meaux.
- Théodore de Briey (1831-1920), Frans brigadegeneraal.
- Albert de Briey (1835-1876), Belgisch volksvertegenwoordiger.
- Herbrand de Briey (1858-1916), kamerheer van de keizer van Oostenrijk
- Emmanuel de Briey (1862-1944), Belgisch volksvertegenwoordiger, gouverneur van Luxemburg.
- Louis de Briey (1850-1918), Belgisch volksvertegenwoordiger.
- Renaud de Briey (1880-1960), intendant van de Civiele Lijst van de Koning.
- Pierre de Briey (1896-1984), gouverneur van de Evenaarsprovincie en Kivu in Belgisch-Congo, directeur bij het Internationaal Bureau van de Arbeid (BIT).

Daarnaast telde de familie tal van officieren, in het Belgisch en het Frans leger, alsook, tijdens de Tweede Wereldoorlog, zowel mannelijke als vrouwelijke leden van het verzet. Verschillende werden opgepakt. Graaf Thierri de Briey (1895-1944) bezweek in het kamp van Bergen-Belsen.
Sommigen stierven voor het vaderland tijdens oorlogsoperaties:
- Guy de Briey (1902-1940), gesneuveld als piloot op 15 mei 1940.
- Pierre de Briey (1882-1918), gesneuveld als officier in het Franse leger.
- Guy de Briey junior (1914-1940), zoon van Pierre, gesneuveld als officier in het Franse leger.

Onder de leden van deze familie bevonden en bevinden zich veel academici: advocaten, magistraten, economisten, sociologen, nationale en internationale ambtenaren, geestelijken.